# Risoba viridimargo
Risoba viridimargo är en fjärilsart som beskrevs av W. Warren 1913. Risoba viridimargo ingår i släktet Risoba och familjen trågspinnare. Inga underarter finns listade.